# Maierhöfen

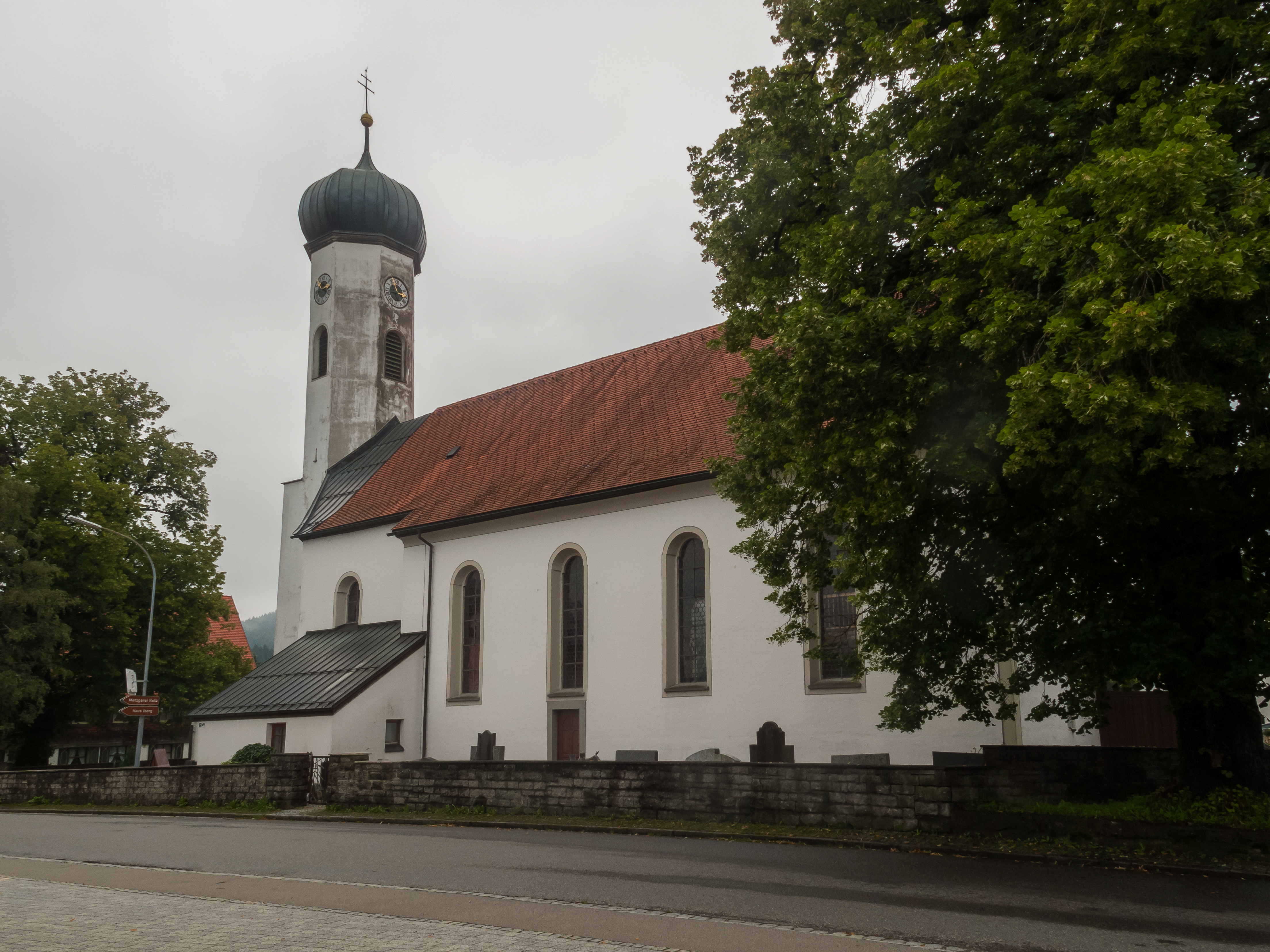
Maierhöfen, église: katholische Pfarrkirche Sankt Gebhard

Maierhöfen est une commune de Bavière (Allemagne), située dans l'arrondissement de Lindau, dans le district de Souabe.